# Dreiband-Weltmeisterschaft für Nationalmannschaften

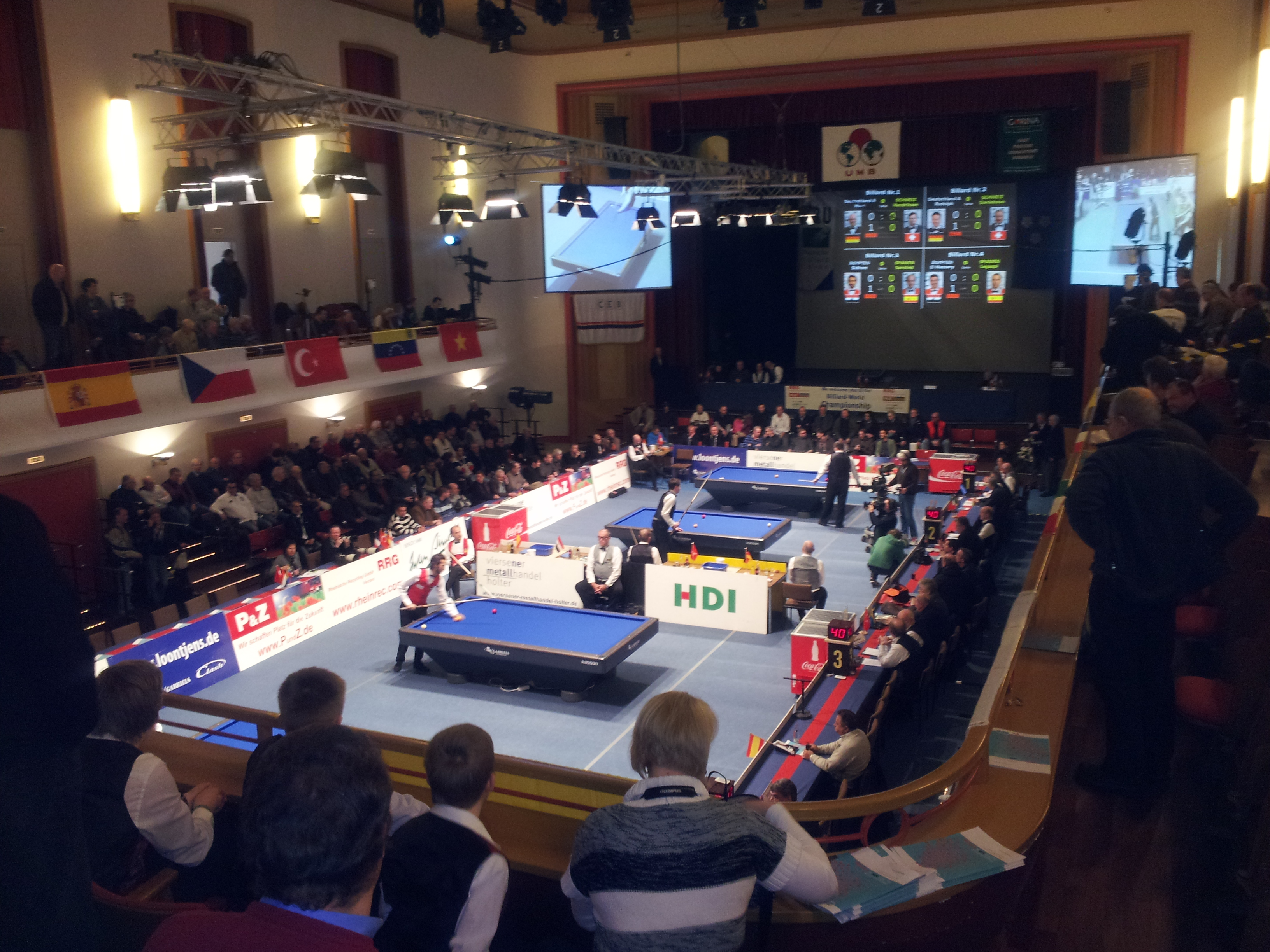
Festhalle 2013
Übersicht 1

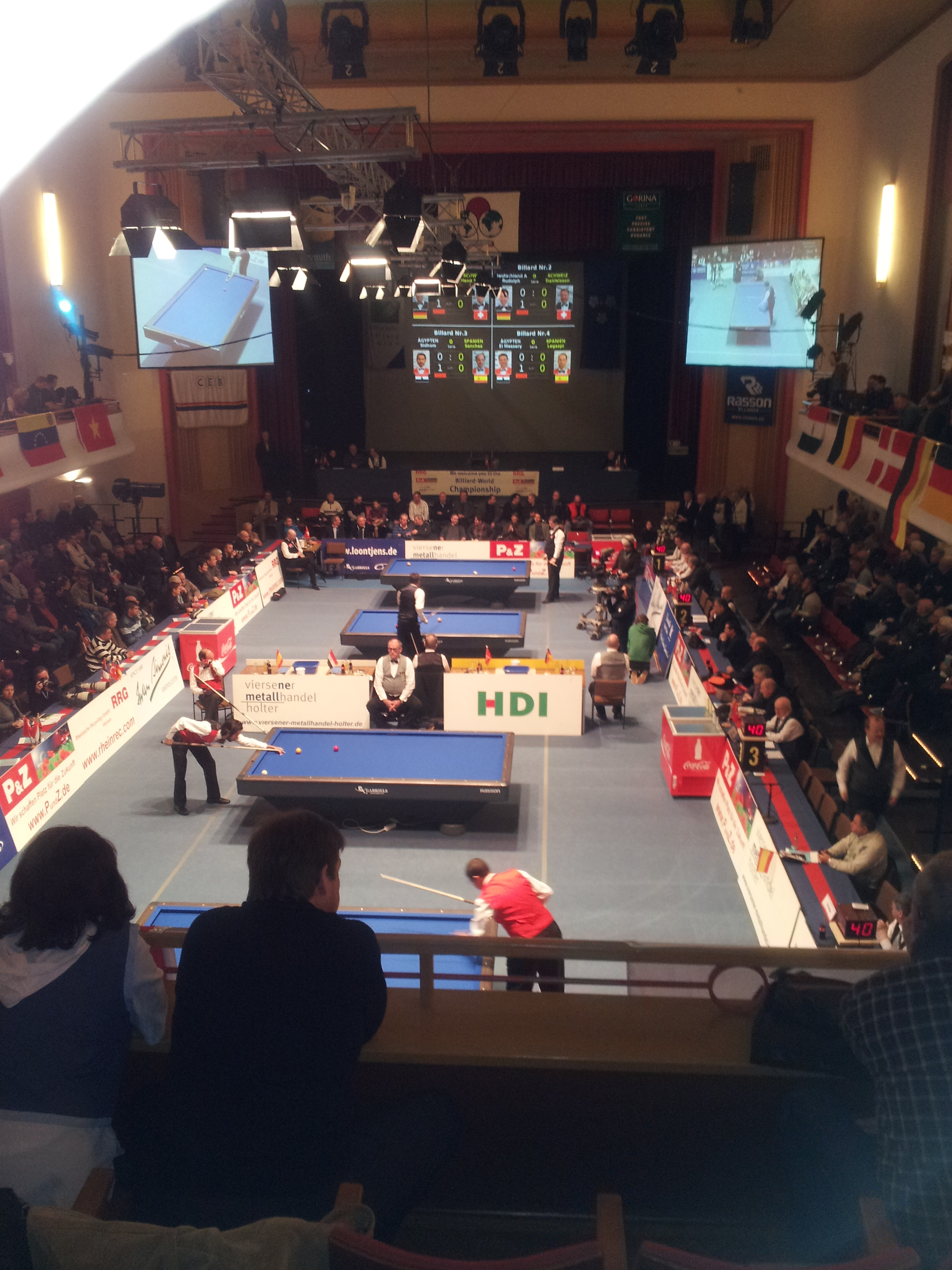
Festhalle 2013
Übersicht 2

Die Dreiband-Weltmeisterschaft für Nationalmannschaften wird von der Union Mondiale de Billard (UMB) in der Billard-Spielart Karambolage (Disziplin Dreiband) ausgerichtet, zum ersten Mal 1981 in Mexiko-Stadt.

## Geschichte
Nachdem die nächsten Weltmeisterschaften noch unregelmäßig stattfanden - 1985 in Bordeaux (Frankreich) und 1987 in Madrid (Spanien) - bilden sie seit 1990 im Februar einen jährlichen Höhepunkt im Turnierkalender des Dreiband-Sports und haben mit der Festhalle Viersen auch einen dem Ereignis angemessenen Austragungsort gefunden.
Die UMB und die Confédération Européenne de Billard (CEB) haben der Deutschen Billard-Union (DBU) die Austragung der Dreiband-WM bis 2014 übertragen; damit wird die WM bis dahin in Viersen bleiben. Nach der WM 2015 konnte die Stadt Viersen die Finanzierungslücke von 12.500 € nicht mehr übernehmen. Nach langen Verhandlungen fand sich mit der Sparda-Bank West ein neuer Sponsor. Damit ist die WM in Viersen für die nächsten drei Jahre gesichert. Nach Ablauf der drei Jahre fand sich mit der Viersener Firma SAB Bröckskes ein neuer Hauptsponsor der Weltmeisterschaft. Damit bleibt die Team-WM im Dreiband bis ins Jahr 2023 in Viersen.
Bis 2013 haben 31 verschiedene Nationen an der Weltmeisterschaft teilgenommen. Bei den ersten drei Weltmeisterschaften nahmen insgesamt 6 Teams teil; von der 4. bis zur 10. waren es 12 Teams. Bei den folgenden Turnieren starteten 18 bis 24 Teams. Japan hat als einziges Land an allen Weltmeisterschaften teilgenommen.

## Rekorde
2013 verbesserte der Niederländer Dick Jaspers den seit 1974 geltenden Turnierrekord der Höchstserie von 17 Punkten, aufgestellt vom Belgier Raymond Ceulemans, um 5 Punkte auf nunmehr 22. Eddy Merckx verbesserte am 13. März 2014 den Einzeldurchschnitt (ED) Rekord von Dick Jaspers aus dem Vorjahr. Nach 9 Aufnahmen erzielte er 40 Punkte, was einen Einzeldurchschnitt (ED) von 4,444 ergibt. Der beste Generaldurchschnitt (GD) eines Spielers bei der Team-WM wird gehalten von Frédéric Caudron. Verbessert auf 2,506 während der WM 2015.
Belgien stellte am 13. März 2014 einen neuen Weltrekord im Mannschafts-Durchschnitt (BEMD) auf. Im Spiel gegen Österreich erzielten Eddy Merckx und Frédéric Caudron 80 Punkte in 22 Aufnahmen. Damit steht der neue Rekord bei 3,636. Im Scotch Double spielte am 23. Februar 2018 die Niederlande auch 3,636 (40 Punkte in 11 Aufnahmen) gegen Ägypten. Den Rekord im Turnier-Durchschnitt (MGD) hält seit 2014 Belgien mit 2,195.

## Spielmodus
Gespielt wird in Viersen auf vier Match-Billards. Jedes Team besteht aus zwei Spielern, im Regelfall darf jede Nation eine Mannschaft stellen – der Titelverteidiger (und in der Regel auch der Ausrichter) können eine zweite Mannschaft stellen. Es wird ab 2013 nicht mehr im Satzsystem gespielt, sondern in der Vorrunde (Gruppenphase) auf 30 Points (im Regelfall in Gruppen à drei Teams) und ab den Viertelfinals auf 40 Points. Seit 2014 wird das ganze Turnier auf eine Partiedistanz von 40 Points gespielt. Seit 2004 wird kein Platz 3 mehr ausgespielt. Somit gibt es zwei Bronzemedaillen.
Seit 2017 wird das gesamte Turnier im „Scotch-Doubles-Modus“ gespielt. Bereits ab 2015 wurde bei einem Unentschieden zwischen zwei Teams zur Entscheidung im „Scotch Doubles-Modus“ gespielt.
Am Finaltag der WM 2017 verkündete der Präsident der UMB, Farouk el-Barki, an, dass ab 2018 das Turnier nur noch mit 16, statt der bisherigen 24, Teams ausgetragen wird. Es wird eine Vorrunde mit vier Gruppen zu je vier Spielern geben. Die jeweiligen zwei Gruppenbesten werden dann in die Finalrunde einziehen.

„Das wird die Qualität weiter erhöhen, aber wir werden auch eine restriktivere Einladungspolitik machen müssen.“

## Punktevergabe, Rangliste und Preisgelder

### Bis 2017
Anders als bei anderen Turnieren wurde bei diesem Turnier eine Rangliste nach der Summe der Platzziffern geführt. Die Teams erhielten die Nummer ihrer Abschlussplatzierung als Minuspunkte zugeschrieben, das heißt: Der Gewinner (Platz 1) erhält 1 Punkt, der Zweite (Platz 2) 2 Punkte und so weiter. Mannschaften, die zum Turnier gar nicht gemeldet haben, erhielten 25 Strafpunkte und Mannschaften, die sich eingeschrieben haben, dann aber nicht teilnahmen, erhielten 50 Strafpunkte. Es kam also darauf an, so wenige Punkte wie möglich zu sammeln.

### Seit 2018
2018 wurde auf das übliche Punktesystem wie bei Weltcup-Turnieren umgestellt. Die Teams erhalten Punkte nach folgender Einteilung:
| [ 6 ]                      | Preisgeld (€) Einzelturnier | Weltrang- listenpunkte |
| -------------------------- | --------------------------- | ---------------------- |
| Sieger                     | (1×) 8.000                  | 80                     |
| Finalist                   | (1×) 6.000                  | 54                     |
| Halbfinalisten             | (2×) 3.600                  | 38                     |
| 05. – 08.                  | (4×) 2.400                  | 26                     |
| 09. – 16.                  | (8×) 1.400                  | 16                     |
| nicht gemeldet             | –                           | 0                      |
| gemeldet, nicht angetreten | –                           | −50                    |
| Insgesamt                  | 42.000                      | –                      |

Gewertet werden die letzten fünf Jahre.
| Rang 1–12 | Nation       | 2017 | 2018 | 2019 | 2022 | 2023 | Punkte |      |
| --------- | ------------ | ---- | ---- | ---- | ---- | ---- | ------ | ---- |
| 01        | Türkei       | 26   | 38   | 80   | 80   | 80   | 304    | ▬    |
| 02        | Südkorea     | 80   | 80   | 38   | 26   | 26   | 250    | ▬    |
| 03        | Niederlande  | 38   | 26   | 54   | 16   | 38   | 172    | ▬    |
| 04        | Belgien      | 54   | 26   | 38   | 16   | 16   | 150    | ▬    |
| 05        | Deutschland  | 26   | 26   | 16   | 38   | 16   | 122    | ▬    |
| 06        | Frankreich   | 38   | 26   | 26   | 16   | 16   | 122    | ▲ +1 |
| 07        | Kolumbien    | 16   | 16   | 26   | 54   | 0    | 112    | ▲ +1 |
| 08        | Österreich   | 8    | 54   | 26   | 0    | 16   | 104    | ▼ −2 |
| 09        | Dänemark     | 16   | 38   | 16   | 26   | 0    | 96     | ▬    |
| 10        | Vietnam      | 0    | 16   | 26   | 26   | 26   | 94     | ▲ +5 |
| 11        | Spanien      | 16   | 0    | 0    | 38   | 38   | 92     | ▲ +3 |
| 12        | Griechenland | 16   | 16   | 16   | 16   | 26   | 90     | ▼ −1 |

| Rang 13–32 | Nation             | 2016 | 2017 | 2018 | 2019 | 2022 | Punkte |      |
| ---------- | ------------------ | ---- | ---- | ---- | ---- | ---- | ------ | ---- |
| 13         | Japan              | 16   | 16   | 16   | 26   | 16   | 90     | ▼ −3 |
| 14         | Schweden           | 26   | 0    | 0    | 0    | 54   | 80     | ▲ +3 |
| 15         | Ägypten            | 16   | 16   | 16   | 16   | 16   | 80     | ▼ −3 |
| 16         | Peru               | 8    | 16   | 16   | 16   | 0    | 56     | ▼ −3 |
| 17         | Mexiko             | 0    | 0    | 16   | 0    | 26   | 42     | ▲ +8 |
| 18         | Jordanien          | 0    | 0    | 0    | 16   | 16   | 32     | ▲ +3 |
| 19         | Tschechien         | 16   | 0    | 0    | 16   | 0    | 32     | ▼ −3 |
| 20         | Libanon            | 0    | 16   | 16   | 0    | 0    | 32     | ▼ −2 |
| 21         | Vereinigte Staaten | 0    | 0    | 0    | 0    | 16   | 16     | ▲ +9 |
| 22         | Ecuador            | 0    | 16   | 0    | 0    | 0    | 16     | ▼ −3 |
| 23         | Italien            | 16   | 0    | 0    | 0    | 0    | 16     | ▼ −3 |
| 24         | Portugal           | 8    | 0    | 0    | 0    | 0    | 8      | ▼ −2 |
| 25         | Schweiz            | 8    | 0    | 0    | 0    | 0    | 8      | ▼ −2 |
| 26         | Luxemburg          | 8    | 0    | 0    | 0    | 0    | 8      | ▼ −2 |
| 27         | Argentinien        | 8    | 8    | 0    | 0    | 0    | 8      | ▼ −1 |
| 28         | Ungarn             | 8    | 0    | 0    | 0    | 0    | 8      | ▼ −1 |
| 29         | Norwegen           | 0    | 0    | 0    | 0    | 0    | 0      | ▼ −1 |
| 30         | Venezuela          | 0    | 0    | 0    | 0    | 0    | 0      | ▼ −1 |
| 31         | Finnland           | 0    | 0    | 0    | 0    | 0    | 0      | ▬    |
| 32         | Montenegro         | 0    | 0    | 0    | 0    | 0    | 0      | ▬    |

Zur Ansicht der Plätze 13–32 rechts auf [Ausklappen] drücken.

Die aktuelle Weltrangliste der UMB kann hier eingesehen werden.

### Archiv
Vorangegangene Weltranglisten, die von der UMB nicht archiviert wurden.
- Weltrangliste für Nationalmannschaften 2008–2012 (Memento vom 25. Februar 2013 auf WebCite) Archiviert am 25. Februar 2013.

## Turnierstatistik
Seit 2004 wird der 3. Platz nicht mehr ausgespielt. Jedem Verlierer der Halbfinale wird der (geteilte) 3. Platz zugesprochen.
Der GD gibt den Generaldurchschnitt der jeweiligen Mannschaft während des Turniers an.
| Nr. | Jahr                                    | Ort          | Sieger                              | GD    | Platz 2                                      | GD    | Platz 3                               | GD    |
| --- | --------------------------------------- | ------------ | ----------------------------------- | ----- | -------------------------------------------- | ----- | ------------------------------------- | ----- |
| 01  | 1981                                    | Mexiko-Stadt | Japan (Kobayashi/Komori)            | 1,237 | Belgien (Ceulemans/Dielis)                   | 1,232 | Frankreich (Vierat/Bitalis)           | 0,953 |
| 02  | 1985                                    | Bordeaux     | Japan (Kobayashi/Komori)            | 1,311 | Schweden (T. Blomdahl/L. Blomdahl)           | 1,058 | Vereinigte Staaten (Torres/Gilbert)   | 1,103 |
| 03  | 1987                                    | Madrid       | Schweden (T. Blomdahl/L. Blomdahl)  | 1,017 | Vereinigte Staaten (Torres/Gilbert)          | 0,960 | Japan (Yosihara/Kai)                  | 1,077 |
| 04  | 1990                                    | Viersen      | Japan (Kai&Yosihara)                | 1,114 | Schweden (T. Blomdahl/L. Blomdahl)           | 1,177 | BR Deutschland (Siebert/C.Rudolph)    | 1,064 |
| 05  | 1991                                    | Viersen      | Schweden (T. Blomdahl/L. Blomdahl)  | 1,246 | Dänemark (Carlsen/Laursen)                   | 1,044 | Deutschland (C.Rudolph/Kühl)          | 1,118 |
| 06  | 1992                                    | Viersen      | Japan (Kobayashi/Komori)            | 1,218 | Vereinigte Staaten (Lee/Torres)              | 1,159 | Portugal (Theriaga/Ribeiro)           | 1,096 |
| 07  | 1993                                    | Viersen      | Deutschland (C.Rudolph/M. Aguirre)  | 1,104 | Niederlande (Jaspers/Havermans)              | 1,120 | Schweden (T. Blomdahl/L. Blomdahl)    | 1,182 |
| 08  | 1994                                    | Viersen      | Deutschland (C.Rudolph/M. Aguirre)  | 1,252 | Portugal (Theriaga/Ribeiro)                  | 1,073 | Deutschland (Schirmbrand/Zöllner)     | 1,004 |
| 09  | 1995                                    | Viersen      | Dänemark (Nelin/Haack-Sörensen)     | 1,145 | Schweden (L. Blomdahl/Noren)                 | 1,133 | Portugal (Theriaga/Fradinho)          | 1,073 |
| 10  | 1996                                    | Viersen      | Dänemark (Nelin/Laursen)            | 1,181 | Japan (Kai/Ichinose)                         | 1,067 | Spanien (Sánchez/Quetglas)            | 1,199 |
| 11  | 1997                                    | Viersen      | Deutschland (C.Rudolph/Schirmbrand) | 1,156 | Österreich (Kostistansky/Efler)              | 1,210 | Japan (Ichinose/Arai)                 | 1,014 |
| 12  | 1998                                    | Viersen      | Niederlande (Jaspers/Burgman)       | 1,540 | Spanien (Sánchez/Minguell)                   | 1,182 | Deutschland (C.Rudolph/Horn)          | 1,321 |
| 13  | 1999                                    | Viersen      | Niederlande (Jaspers/Burgman)       | 1,478 | Schweden (T. Blomdahl/Nilsson)               | 1,489 | Deutschland (C.Rudolph/Horn)          | 1,245 |
| 14  | 2000                                    | Viersen      | Schweden (T. Blomdahl/Nilsson)      | 1,553 | Niederlande (Jaspers/Burgman)                | 1,430 | Dänemark (Nelin/Haack-Sörensen)       | 1,214 |
| 15  | 2001                                    | Viersen      | Schweden (T. Blomdahl/Nilsson)      | 1,546 | Deutschland (C.Rudolph/Horn)                 | 1,444 | Dänemark (Nelin/Carlsen)              | 1,255 |
| 16  | 2002                                    | Viersen      | Deutschland (C.Rudolph/Horn)        | 1,381 | Niederlande (Jaspers/de Kleine)              | 1,503 | Türkei (Taşdemir/Yüksel)              | 1,258 |
| 17  | 2003                                    | Viersen      | Türkei (Saygıner/Taşdemir)          | 1,412 | Griechenland (Polychronopoulos/Kasidokostas) | 1,400 | Niederlande (Jaspers/de Kleine)       | 1,707 |
| Nr. | Jahr                                    | Ort          | Sieger                              | GD    | Platz 2                                      | GD    | 3. Plätze                             | GD    |
| 18  | 2004                                    | Viersen      | Türkei (Saygıner/Taşdemir)          | 1,514 | Belgien (Caudron/de Backer)                  | 1,362 | Spanien (Sánchez/Legazpi)             | 1,302 |
| 18  | 2004                                    | Viersen      | Türkei (Saygıner/Taşdemir)          | 1,514 | Belgien (Caudron/de Backer)                  | 1,362 | Frankreich (Bury/Roux)                | 1,138 |
| 19  | 2005                                    | Viersen      | Schweden (T. Blomdahl/Nilsson)      | 1,414 | Niederlande (Jaspers/de Bruijn)              | 1,377 | Belgien (Merckx/Leppens)              | 1,471 |
| 19  | 2005                                    | Viersen      | Schweden (T. Blomdahl/Nilsson)      | 1,414 | Niederlande (Jaspers/de Bruijn)              | 1,377 | Deutschland (Horn/C.Rudolph)          | 1,270 |
| 20  | 2006                                    | Viersen      | Schweden (T. Blomdahl/Nilsson)      | 1,421 | Deutschland (C.Rudolph/Horn)                 | 1,412 | Niederlande (Jaspers/Burgman)         | 1,647 |
| 20  | 2006                                    | Viersen      | Schweden (T. Blomdahl/Nilsson)      | 1,421 | Deutschland (C.Rudolph/Horn)                 | 1,412 | Türkei (Saygıner/Yüksel)              | 1,371 |
| 21  | 2007                                    | Viersen      | Schweden (T. Blomdahl/Nilsson)      | 1,537 | Dänemark (Carlsen/Knudsen)                   | 1,217 | Niederlande (Jaspers/Burgman)         | 1,526 |
| 21  | 2007                                    | Viersen      | Schweden (T. Blomdahl/Nilsson)      | 1,537 | Dänemark (Carlsen/Knudsen)                   | 1,217 | Deutschland (Horn/C.Rudolph)          | 1,489 |
| 22  | 2008                                    | Viersen      | Schweden (T. Blomdahl/Nilsson)      | 1,664 | Niederlande (Jaspers/Burgman)                | 1,593 | Südkorea (Kim K-r./Choi)              | 1,584 |
| 22  | 2008                                    | Viersen      | Schweden (T. Blomdahl/Nilsson)      | 1,664 | Niederlande (Jaspers/Burgman)                | 1,593 | Spanien (Sánchez/Garcia)              | 1,411 |
| 23  | 2009                                    | Viersen      | Schweden (T. Blomdahl/Nilsson)      | 1,769 | Belgien (Merckx/Forthomme)                   | 1,558 | Deutschland (Horn/C.Rudolph)          | 1,607 |
| 23  | 2009                                    | Viersen      | Schweden (T. Blomdahl/Nilsson)      | 1,769 | Belgien (Merckx/Forthomme)                   | 1,558 | Südkorea (Kim K-r./Kang)              | 1,401 |
| 24  | 2010                                    | Viersen      | Türkei (Yüksel/Çoklu)               | 1,689 | Spanien (Sánchez/Legazpi)                    | 1,456 | Niederlande (Jaspers/Burgman)         | 1,831 |
| 24  | 2010                                    | Viersen      | Türkei (Yüksel/Çoklu)               | 1,689 | Spanien (Sánchez/Legazpi)                    | 1,456 | Südkorea (Kim K-r./Choi)              | 1,554 |
| 25  | 2011                                    | Viersen      | Türkei (Taşdemir/Çenet)             | 1,510 | Belgien (Merckx/Leppens)                     | 1,652 | Niederlande (Jaspers/Burgman)         | 1,570 |
| 25  | 2011                                    | Viersen      | Türkei (Taşdemir/Çenet)             | 1,510 | Belgien (Merckx/Leppens)                     | 1,652 | Deutschland (Horn/Galla)              | 1,267 |
| 26  | 2012                                    | Viersen      | Belgien (Merckx/Caudron)            | 1,876 | Deutschland (Horn/Galla)                     | 1,504 | Spanien (Sánchez/Palazón)             | 1,640 |
| 26  | 2012                                    | Viersen      | Belgien (Merckx/Caudron)            | 1,876 | Deutschland (Horn/Galla)                     | 1,504 | Dänemark (CarlsenAndersen)            | 1,295 |
| 27  | 2013                                    | Viersen      | Belgien (Merckx/Caudron)            | 1,640 | Deutschland (Horn/C.Rudolph)                 | 1,371 | Südkorea (Kim K-r./Heo)               | 1,397 |
| 27  | 2013                                    | Viersen      | Belgien (Merckx/Caudron)            | 1,640 | Deutschland (Horn/C.Rudolph)                 | 1,371 | Türkei (Taşdemir/Çoklu)               | 1,580 |
| 28  | 2014                                    | Viersen      | Belgien (Merckx/Caudron)            | 2,195 | Niederlande (Jaspers/van Beers)              | 1,486 | Deutschland (Horn/Galla)              | 1,412 |
| 28  | 2014                                    | Viersen      | Belgien (Merckx/Caudron)            | 2,195 | Niederlande (Jaspers/van Beers)              | 1,486 | Türkei (Taşdemir/Kiraz)               | 1,314 |
| 29  | 2015                                    | Viersen      | Belgien (Merckx/Caudron)            | 1,968 | Südkorea (Heo/Cho)                           | 1,867 | Türkei (Taşdemir/Yüksel)              | 1,427 |
| 29  | 2015                                    | Viersen      | Belgien (Merckx/Caudron)            | 1,968 | Südkorea (Heo/Cho)                           | 1,867 | Niederlande (Jaspers/van Beers)       | 1,693 |
| 30  | 2016                                    | Viersen      | Niederlande (Jaspers/van Erp)       | 1,675 | Türkei (Saygıner/Çenet)                      | 1,491 | Belgien (Merckx/Caudron)              | 1,700 |
| 30  | 2016                                    | Viersen      | Niederlande (Jaspers/van Erp)       | 1,675 | Türkei (Saygıner/Çenet)                      | 1,491 | Österreich (Kahofer/Efler)            | 1,287 |
| 31  | 2017                                    | Viersen      | Südkorea (Choi/Kim J-g)             | 1,515 | Belgien (Caudron/Forthomme)                  | 1,701 | Niederlande (Jaspers/van Erp)         | 1,923 |
| 31  | 2017                                    | Viersen      | Südkorea (Choi/Kim J-g)             | 1,515 | Belgien (Caudron/Forthomme)                  | 1,701 | Frankreich (Barbeillon/Melnytschenko) | 1,260 |
| 32  | 2018                                    | Viersen      | Südkorea (Choi/Kang)                | 1,920 | Österreich (Kahofer/Efler)                   | 1,273 | Türkei (Saygıner/Taşdemir)            | 1,394 |
| 32  | 2018                                    | Viersen      | Südkorea (Choi/Kang)                | 1,920 | Österreich (Kahofer/Efler)                   | 1,273 | Dänemark (Carlsen/Andersen)           | 1,472 |
| 33  | 2019                                    | Viersen      | Türkei (Çoklu/Çenet)                | 1,803 | Niederlande (Jaspers/Burgman)                | 1,564 | Belgien (Caudron/Merckx)              | 1,713 |
| 33  | 2019                                    | Viersen      | Türkei (Çoklu/Çenet)                | 1,803 | Niederlande (Jaspers/Burgman)                | 1,564 | Südkorea (Kim H-j/Cho)                | 1,431 |
|     | 2020: ausgefallen wg. COVID-19-Pandemie | Viersen      |                                     |       |                                              |       |                                       |       |
|     | 2021: ausgefallen wg. COVID-19-Pandemie | Viersen      |                                     |       |                                              |       |                                       |       |
| 34  | 2022                                    | Viersen      | Türkei (Taşdemir/Çapak)             | 1,729 | Kolumbien (Gonzalez/Cataño)                  | 1,410 | Spanien (Sánchez/Legazpi)             | 1,610 |
| 34  | 2022                                    | Viersen      | Türkei (Taşdemir/Çapak)             | 1,729 | Kolumbien (Gonzalez/Cataño)                  | 1,410 | Deutschland (Horn/Lindemann)          | 1,429 |
| 35  | 2023                                    | Viersen      | Türkei (Saygıner/Taşdemir)          | 1,818 | Schweden (T. Blomdahl/Nilsson)               | 1,680 | Spanien (Sánchez/Legazpi)             | 1,578 |
| 35  | 2023                                    | Viersen      | Türkei (Saygıner/Taşdemir)          | 1,818 | Schweden (T. Blomdahl/Nilsson)               | 1,680 | Niederlande (Jaspers/de Bruijn)       | 1,512 |
| 36  | 2024                                    | Viersen      | Vietnam (Tran/Bao)                  | 1,666 | Spanien (Legazpi/Jimenez)                    | 1,331 | Japan (Umeda/Miyashita)               | 1,296 |
| 36  | 2024                                    | Viersen      | Vietnam (Tran/Bao)                  | 1,666 | Spanien (Legazpi/Jimenez)                    | 1,331 | Vereinigte Staaten (Groot/Patiño)     | 1,167 |
| 37  | 2025                                    | Viersen      | Niederlande (Jaspers/de Bruijn)     | 1,556 | Vietnam (Tran/Bao)                           | 1,642 | Belgien (P. Ceulemans/Forthomme)      | 1,339 |
| 37  | 2025                                    | Viersen      | Niederlande (Jaspers/de Bruijn)     | 1,556 | Vietnam (Tran/Bao)                           | 1,642 | Türkei (B. Karakurt/Kapusiz)          | 1,319 |

## Teilnehmerübersicht
Die Tabelle zeigt alle bisherigen Teilnehmerstaaten und ihre Platzierungen auf. In den Turnierjahren in denen, aus Teilnehmermangel, mit zwei Mannschaften (Team A & B) gespielt wurde gibt die zweite Zeile einer Nation die Platzierungen des Team B wieder.
| Land               | 81 | 85 | 87 | 90 | 91 | 92 | 93 | 94 | 95 | 96 | 97 | 98 | 99 | 00 | 01 | 02 | 03 | 04 | 05 | 06 | 07 | 08 | 09 | 10 | 11 | 12 | 13 | 14 | 15 | 16 | 17 | 18 | 19 | 22 | 23 | 24 | 25 |
| ------------------ | -- | -- | -- | -- | -- | -- | -- | -- | -- | -- | -- | -- | -- | -- | -- | -- | -- | -- | -- | -- | -- | -- | -- | -- | -- | -- | -- | -- | -- | -- | -- | -- | -- | -- | -- | -- | -- |
| Ägypten            | –  | 6  | 6  | 12 | 12 | 12 | 12 | 12 | –  | 12 | 18 | 22 | 22 | 21 | 23 | 18 | 23 | 8  | 15 | 16 | 23 | 13 | 14 | 15 | –  | 16 | 9  | 14 | 15 | 15 | 9  | 9  | 12 | 11 | 14 | 14 | 14 |
| Argentinien        | 6  | –  | –  | –  | –  | –  | –  | –  | –  | –  | –  | –  | –  | 14 | –  | –  | –  | –  | –  | –  | –  | –  | –  | –  | –  | –  | –  | –  | –  | –  | 22 | –  | –  | –  | –  | 16 | –  |
| Belgien            | 2  | –  | –  | 6  | 6  | 7  | –  | 10 | 8  | 8  | 5  | 14 | 6  | 4  | 14 | 10 | 9  | 2  | 3  | 5  | 7  | 5  | 2  | 5  | 2  | 1  | 1  | 1  | 1  | 3  | 2  | 6  | 3  | 9  | 10 | 7  | 3  |
| Belgien            | –  | –  | –  | –  | –  | –  | –  | –  | –  | –  | –  | –  | –  | –  | –  | –  | –  | –  | –  | –  | –  | –  | –  | –  | –  | –  | 24 | 8  | 10 | 8  | –  | –  | –  | –  | –  | –  | –  |
| Costa Rica         | –  | –  | –  | –  | –  | –  | –  | –  | –  | –  | –  | –  | –  | –  | 22 | –  | –  | –  | –  | –  | –  | –  | –  | –  | –  | –  | –  | –  | –  | –  | –  | –  | –  | –  | –  | –  | –  |
| Dänemark           | –  | –  | –  | 5  | 2  | 6  |    | 8  | 1  | 1  | 4  | 13 | 15 | 3  | 3  | 4  | 10 | 5  | 7  | 7  | 2  | 11 | 7  | 14 | 7  | 3  | 8  | 5  | 6  | 12 | 15 | 3  | 13 | 8  | –  | –  | –  |
| Dänemark           | –  | –  | –  | –  | –  | –  | –  | –  | –  | –  | –  | –  | –  | –  | 12 | 21 | 18 | –  | –  | –  | –  | –  | –  | –  | –  | –  | –  | –  | –  | –  | –  | –  | –  | –  | –  | –  | –  |
| Deutschland        | –  | –  | –  | 3  | 3  | 4  | 1  | 1  | 9  | 6  | 1  | 3  | 3  | 6  | 2  | 1  | 4  | 10 | 3  | 2  | 3  | 6  | 3  | 6  | 3  | 2  | 2  | 3  | 5  | 6  | 5  | 7  | 10 | –  | 9  | 12 | 5  |
| Deutschland        |    |    |    | 7  | 7  | 8  | 10 | 3  | 10 | 9  | 12 | 12 | 14 | 11 | 18 | 5  | 7  | 12 | –  | 15 | 19 | –  | –  | 11 | –  | –  | 13 | 7  | 21 | 20 | 20 | –  | –  | –  | –  | –  | –  |
| Ecuador            | –  | –  | –  | –  | –  | –  | –  | –  | –  | –  | 16 | 7  | 20 | –  | –  | –  | –  | –  | –  | 12 | 9  | –  | –  | 16 | 12 | –  | 12 | –  | –  | 13 | –  | 13 | –  | –  | –  | –  | –  |
| Finnland           | –  | –  | –  | –  | –  | –  | –  | –  | –  | –  | –  | –  | –  | –  | –  | –  | –  | –  | –  | –  | –  | –  | –  | –  | –  | –  | –  | 23 | –  | –  | –  | –  | –  | –  | –  | –  | –  |
| Frankreich         | 3  | 4  | –  | –  | –  | 9  | –  | –  | –  | –  | 9  | 6  | 7  | 16 | 20 | 15 | 21 | 3  | 11 | 18 | 10 | 8  | 6  | 8  | 16 | 13 | 19 | 15 | 17 | 10 | 3  | 8  | 8  | 16 | 12 | 5  | 13 |
| Frankreich         | –  | –  | –  | –  | –  | –  | –  | –  | –  | –  | –  | 20 | –  | –  | –  | 20 | –  | –  | –  | –  | –  | –  | –  | –  | –  | –  | –  | –  | –  | –  | –  | –  | –  | –  | –  | –  | –  |
| Griechenland       | –  | –  | –  | –  | –  | –  | –  | –  | –  | –  | 11 | 4  | 18 | 19 | 13 | –  | 2  | 13 | 5  | 11 | 11 | 7  | 10 | 20 | –  | –  | –  | –  | 11 | 5  | 12 | 14 | 9  | 12 | 7  | 13 | –  |
| Italien            | –  | –  | –  | –  | –  | –  | –  | –  | –  | –  | –  | 8  | 12 | 18 | 6  | 9  | –  | 16 | –  | –  | 24 | –  | –  | –  | 11 | 15 | 21 | 10 | 14 | 17 | 16 | –  | –  | –  | –  | –  | –  |
| Japan              | 1  | 1  | 3  | 1  | 5  | 1  | 4  | 6  | 4  | 2  | 3  | 5  | 5  | 22 | 7  | 7  | 17 | 6  | 6  | 6  | 8  | 10 | 9  | 17 | 17 | 7  | 11 | 13 | 12 | 14 | 14 | 11 | 11 | 7  | 13 | 3  | 12 |
| Japan              | –  | –  | –  | –  | 8  | –  | 9  | –  | –  | –  | –  | 10 | 11 | –  | 15 | 8  | –  | 23 | –  | –  | –  | –  | –  | –  | –  | –  | –  | –  | –  | –  | –  | –  | –  | –  | –  | –  | –  |
| Jordanien          | –  | –  | –  | –  | –  | –  | –  | –  | –  | –  | –  | –  | 24 | 24 | –  | –  | 24 | –  | –  | –  | –  | –  | –  | –  | –  | –  | –  | –  | –  | –  | –  | –  | –  | 15 | 16 | 15 | 16 |
| Kolumbien          | –  | –  | –  | –  | –  | –  | –  | 11 | 7  | –  | 15 | 18 | 8  | –  | 19 | –  | –  | 19 | –  | –  | 12 | –  | –  | 9  | 14 | –  | 15 | –  | 16 | –  | 10 | 16 | 6  | 2  | –  | 11 | 10 |
| Kolumbien          | –  | –  | –  | –  | –  | –  | –  | –  | –  | –  | –  | 21 | 16 | –  | –  | –  | –  | –  | –  | –  | –  | –  | –  | –  | –  | –  | –  | –  | –  | –  | –  | –  | –  | –  | –  | –  | –  |
| Kroatien           | –  | –  | –  | –  | –  | –  | –  | –  | –  | –  | –  | –  | –  | –  | –  | –  | –  | –  | –  | –  | –  | –  | –  | 24 | –  | –  | –  | –  | –  | –  | –  | –  | –  | –  | –  | –  | –  |
| Libanon            | –  | –  | –  | –  | –  | –  | –  | –  | 12 | –  | –  | –  | –  | –  | –  | –  | –  | –  | –  | –  | –  | –  | –  | –  | –  | –  | –  | –  | –  | –  | –  | 15 | 16 | –  | –  | –  | –  |
| Luxemburg          | –  | –  | –  | –  | –  | –  | –  | –  | –  | –  | –  | –  | –  | –  | –  | –  | –  | –  | –  | –  | –  | 19 | –  | 21 | –  | 18 | 22 | 24 | 23 | 23 | 23 | –  | –  | –  | –  | –  | –  |
| Mexiko             | 5  | –  | –  | –  | 11 | 10 | 7  | 7  | 11 | 10 | 14 | –  | 17 | 9  | –  | –  | 14 | 20 | 14 | 13 | 14 | –  | –  | –  | 20 | –  | –  | –  | –  | –  | –  | –  | 15 | –  | 6  | –  | 7  |
| Mexiko             | –  | –  | –  | –  | –  | –  | –  | 9  | –  | –  | –  | –  | –  | 12 | –  | –  | –  | –  | –  | –  | –  | –  | –  | –  | –  | –  | –  | –  | –  | –  | –  | –  | –  | –  | –  | –  | –  |
| Montenegro         | –  | –  | –  | –  | –  | –  | –  | –  | –  | –  | –  | –  | –  | –  | –  | –  | –  | –  | –  | –  | –  | 20 | 18 | –  | 24 | –  | –  | –  | –  | –  | –  | –  | –  | –  | –  | –  | –  |
| Niederlande        | –  | –  | –  | 9  | 4  |    | 2  |    | 6  | 4  | 8  | 1  | 1  | 2  | 4  | 2  | 3  | 7  | 2  | 3  | 3  | 2  | 8  | 3  | 3  | 11 | 6  | 2  | 3  | 1  | 3  | 5  | 2  | 9  | 3  | 10 | 1  |
| Niederlande        | –  | –  | –  | –  | –  | –  | 11 | –  | –  | –  | –  | 23 | 13 | 17 | –  | 17 | 8  | 14 | –  | –  | –  | –  | –  | 12 | 15 | –  | 10 | –  | –  | –  | 8  | –  | –  | –  | –  | –  | –  |
| Norwegen           | –  | –  | –  | –  | –  | –  | –  | –  | –  | –  | –  | –  | –  | –  | –  | –  | –  | –  | –  | –  | –  | –  | –  | –  | –  | –  | –  | –  | –  | 24 | –  | –  | –  | –  | –  | –  |    |
| Österreich         | –  | –  | –  | –  | –  | –  | –  | –  | –  | 11 | 2  | 17 | 19 | 10 | 11 | 19 | 5  | 9  | 16 | 9  | 21 | 15 | 16 | 18 | 10 | 5  | 7  | 22 | 19 | 3  | 18 | 2  | 7  | –  | 15 | –  | –  |
| Peru               | –  | 5  | 5  | –  | –  | 11 | 6  | –  | –  | –  | –  | –  | –  | 8  | 8  | –  | 11 | –  | –  | –  | –  | –  | –  | –  | 22 | –  | –  | –  | 20 | 9  | 17 | 12 | 14 | 14 | –  | –  | –  |
| Portugal           | –  | –  | –  | 8  | 10 | 3  | 5  | 2  | 3  | 5  | 6  | 15 | 4  | 20 | 16 | 12 | 20 | 15 | 13 | 10 | 20 | 14 | 12 | 13 | 21 | 14 | 18 | 21 | 13 | 21 | 19 | –  | –  | –  | –  | –  | 15 |
| Schweden           | –  | 2  | 1  | 2  | 1  | 5  | 3  | 5  | 2  | 7  | 10 | 9  | 2  | 1  | 1  | 11 | 6  | 11 | 1  | 1  | 1  | 1  | 1  | 7  | 8  | 10 | 17 | 9  | 9  | 19 | 6  | –  | –  | –  | 2  | 8  | 9  |
| Schweden           | –  | –  | –  | –  | –  | –  | –  | –  | –  | –  | –  | –  | –  | –  | 21 | 13 | –  | –  | –  | 20 | 16 | 17 | –  | 19 | 19 | –  | –  | –  | –  | –  | –  | –  | –  | –  | –  | –  | –  |
| Schweiz            | –  | –  | –  | 11 | –  | –  | –  | –  | –  | –  | –  | 19 | 23 | 23 | –  | 23 | 22 | 24 | –  | –  | 22 | 18 | 17 | 23 | 23 | 17 | 16 | 20 | 22 | 22 | 21 | –  | –  | –  | –  | –  | –  |
| Spanien            | –  | –  | 4  | 4  | –  | –  | –  | 4  | 5  | 3  | 7  | 2  | 9  | 13 | 10 | 6  | 15 | 3  | 8  | 8  | 6  | 3  | 5  | 2  | 6  | 3  | 5  | 11 | 8  | 11 | 13 | –  | –  | 3  | 3  | 2  | 11 |
| Spanien            | –  | –  | –  | –  | –  | –  | –  | –  | –  | –  | –  | 11 | –  | –  | –  | –  | –  | –  | –  | –  | –  | –  | –  | –  | –  | –  | –  | –  | –  | –  | –  | –  | –  | –  | –  | –  | –  |
| Südkorea           | –  | –  | –  | –  | –  | –  | –  | –  | –  | –  | –  | –  | –  | 15 | 17 | 16 | 13 | –  | 12 | 14 | 17 | 3  | 3  | 3  | 5  | 8  | 3  | 6  | 2  | 18 | 1  | 1  | 3  | 3  | 5  | 6  | 6  |
| Südkorea           | –  | –  | –  | –  | –  | –  | –  | –  | –  | –  | –  | –  | –  | –  | –  | –  | –  | –  | –  | –  | –  | –  | –  | –  | –  | –  | –  | 12 | 7  | –  | –  | –  | –  | –  | –  | –  | –  |
| Syrien             | –  | –  | –  | –  | –  | –  | –  | –  | –  | –  | –  | –  | –  | –  | –  | –  | –  | 18 | –  | –  | –  | –  | –  | –  | –  | –  | –  | –  | –  | –  | –  | –  | –  | –  | –  | –  | –  |
| Tschechien         | –  | –  | –  | –  | –  | –  | –  | –  | –  | –  | 17 | –  | –  | –  | –  | 22 | 16 | 22 | –  | 19 | 18 | 16 | 15 | –  | 13 | –  | 23 | 18 | 18 | 16 | 11 | –  | –  | 13 | –  | –  | –  |
| Türkei             | –  | –  | –  | –  | –  | –  | –  | –  | –  | –  | 13 | 16 | 10 | 7  | 9  | 3  | 1  | 1  | 9  | 3  | 5  | 9  | 11 | 1  | 1  | 12 | 3  | 3  | 3  | 2  | 7  | 3  | 1  | 1  | 1  | 9  | 3  |
| Türkei             | –  | –  | –  | –  | –  | –  | –  | –  | –  | –  | –  | –  | –  | –  | –  | –  | –  | 17 | –  | –  | –  | –  | –  | –  | 18 | –  | –  | –  | –  | 7  | –  | –  | –  | –  | –  | –  | –  |
| Ungarn             | –  | –  | –  | –  | –  | –  | –  | –  | –  | –  | –  | –  | –  | –  | 24 | –  | –  | –  | –  | –  | –  | –  | –  | –  | –  | –  | –  | –  | –  | –  | 24 | –  | –  | –  | –  | –  | –  |
| Venezuela          | –  | –  | –  | –  | –  | –  | –  | –  | –  | –  | –  | –  | –  | –  | –  | –  | –  | –  | –  | –  | –  | –  | –  | –  | –  | –  | 14 | 16 | –  | –  | –  | –  | –  | –  | –  | –  | –  |
| Vereinigte Staaten | 4  | 3  | 2  | 10 | 9  | 2  | 8  | –  | –  | –  | –  | –  | 21 | 5  | 5  | 14 | 12 | 21 | –  | –  | 15 | –  | –  | –  | –  | –  | –  | 17 | –  | –  | –  | –  | –  | –  | 11 | 3  | 8  |
| Vietnam            | –  | –  | –  | –  | –  | –  | –  | –  | –  | –  | –  | –  | –  | –  | –  | –  | 19 | –  | 10 | 17 | 13 | 12 | 13 | 22 | 9  | 6  | 20 | 19 | –  | –  | –  | 10 | 5  | 6  | 8  | 1  | 2  |
| Land               | 81 | 85 | 87 | 90 | 91 | 92 | 93 | 94 | 95 | 96 | 97 | 98 | 99 | 00 | 01 | 02 | 03 | 04 | 05 | 06 | 07 | 08 | 09 | 10 | 11 | 12 | 13 | 14 | 15 | 16 | 17 | 18 | 19 | 22 | 23 | 24 | 25 |

## Medaillenspiegel
| Platz | Nation       | Gold | Silber | Bronze | gesamt |
| ----- | ------------ | ---- | ------ | ------ | ------ |
| 01.   | Schweden     | 9    | 5      | 1      | 15     |
| 02.   | Türkei       | 7    | 1      | 7      | 15     |
| 03.   | Niederlande  | 4    | 7      | 8      | 19     |
| 04.   | Belgien      | 4    | 5      | 4      | 13     |
| 05.   | Deutschland  | 4    | 4      | 10     | 18     |
| 06.   | Japan        | 4    | 1      | 3      | 08     |
| 07.   | Dänemark     | 2    | 2      | 4      | 08     |
| 08.   | Korea        | 2    | 1      | 6      | 09     |
| 09.   | Vietnam      | 1    | 1      | 0      | 02     |
| 10.   | Spanien      | 0    | 3      | 6      | 09     |
| 11.   | USA          | 0    | 2      | 2      | 04     |
| 12.   | Österreich   | 0    | 2      | 1      | 03     |
| 13.   | Portugal     | 0    | 1      | 2      | 03     |
| 14.   | Griechenland | 0    | 1      | 0      | 01     |
| 14.   | Kolumbien    | 0    | 1      | 0      | 01     |
| 16.   | Frankreich   | 0    | 0      | 3      | 03     |